# Чудове чудовисько (книга)
Чудо́ве чудо́висько — повість Сашка Дерманського для молодшого та середнього шкільного віку. Книга видана у видавництві «Абабагаламага» з ілюстраціями Максима Паленка. Станом на 2019 рік видана 15 разів, починаючи з другого видання — 2006 року, повість доповнена новими розділами.

## Сюжет
Зав'язка повісті розпочинається зі знайомства дівчинки Соні з чудовиськом Чу, що виглядає немов сніп рожевого сіна в синю крапочку. Але чудовиська ще ніколи не дружили з дітьми й спеціально роблять щеплення проти дітодругії (страшної хвороби серед химер). За кілька місяців Чу мусить заробити сім подяк від людей, аби довести, що у людському світі є дружба й доброта, бо інакше його закинуть у Країну жаховиськ.
А це зробити нелегко, оскільки упир Дуже-Розлючений Акула навпаки, не лише слідкує за правильним виконанням правил гри, а й навпаки — перешкоджає друзям. Чу й Соню очікує пожежа, лист до бабая, переслідування підозрілого Сониного родича Вови, що вдає із себе хіміка й таємно робить експерименти з кров'ю, та ще безліч пригод і небезпек спіткає героїв, але справжня дружба творить справжні дива. Є першою книгою трилогії книг про Чудове Чудовисько.
Це четверта дитяча повість одного з сучасних українських письменників.